# 聞明寺
聞明寺（もんみょうじ）は、東京都葛飾区高砂にある真宗大谷派の寺院。

## 歴史
1587年（天正15年）、歓喜坊栄源によって開山された。元々は下総国岡田郡横曽根村（現・茨城県常総市）に位置していたが、1602年（慶長7年）に、当時江戸桜田にあった報恩寺（現在は台東区東上野に移転）の寺内に移転、その後、浅草の東本願寺の寺内に移転した。
1855年（安政2年）の大地震や1923年（大正12年）の関東大震災の被害に遭い、1927年（昭和2年）に現在地に移転した。
墓地には、大相撲力士で、第14代横綱の境川浪右衛門の墓がある。

## 交通アクセス
- 京成高砂駅より徒歩8分（経路案内）。